# جون يونغ (سياسي كندي، مواليد 1773)
جون يونغ هو كاتب وسياسي كندي، ولد في 1 سبتمبر 1773، وتوفي في 6 أكتوبر 1837. انتخب عضو مجلس نواب نوفا سكوشا (1824 – 1837).